# Bildchen (Aachen)
Bildchen ist eine Siedlung im Süden der Stadt Aachen an der Grenze zwischen Deutschland und Belgien. Bis 1995 bestand hier ein Grenzübergang.

## Lage
Die Siedlung liegt im Stadtteil Aachen-Mitte am Südrand des Aachener Waldes auf einer Höhe von 220 m. Durch die Siedlung verläuft die Lütticher Straße (B 264), die von Aachen nach Lüttich verläuft und auf belgischer Seite als N3 durch die zu Kelmis gehörende Ortschaft Neu-Moresnet führt. Durch Bildchen fließt der Tüljebach, der in der Nähe entspringt.
Nördlich des Orts liegt die Siedlung Preuswald. Östlich der Ortschaft verläuft die Bahnstrecke Aachen-Lüttich.

## Geschichte

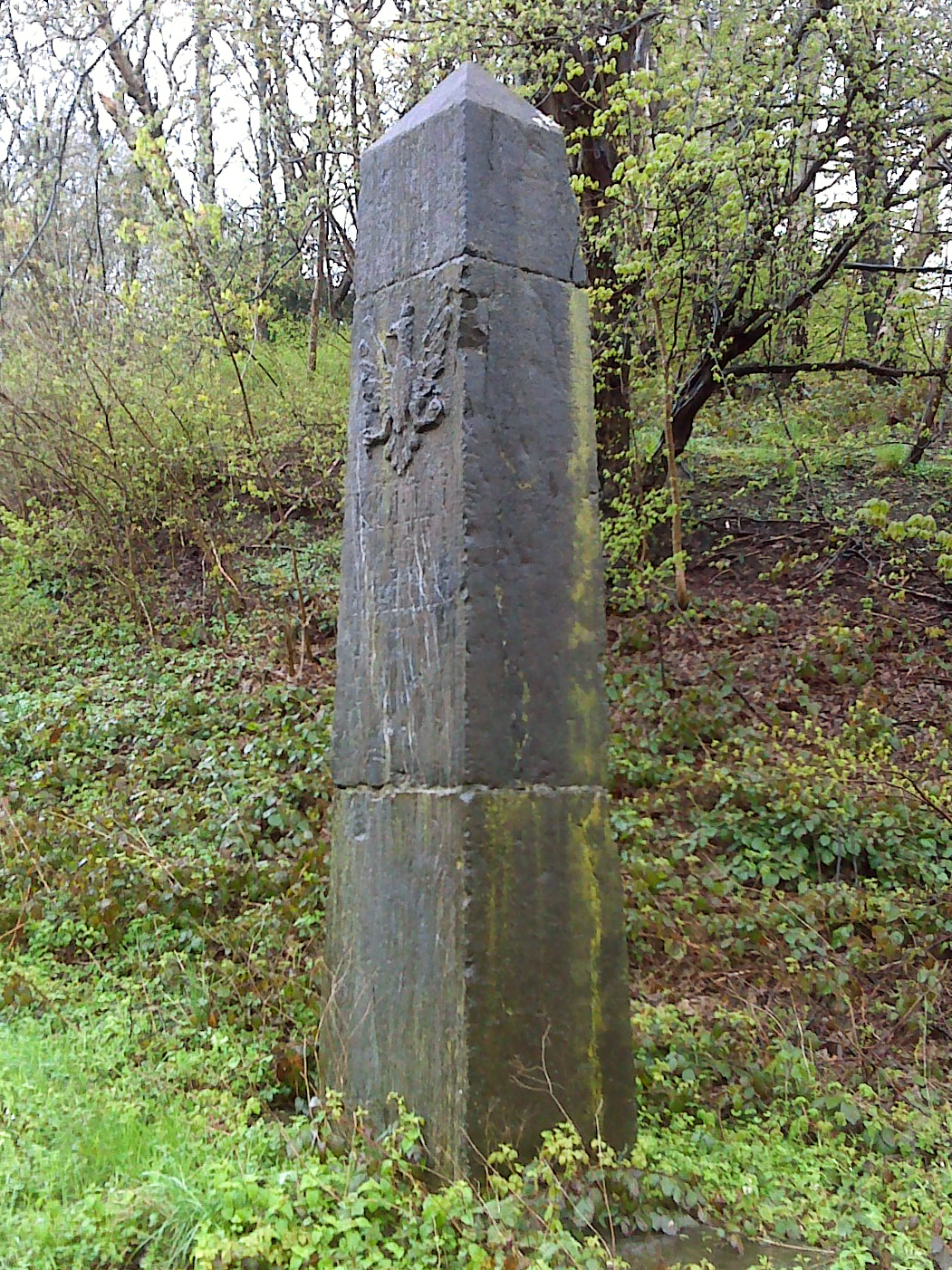
Preußischer Meilenstein an der Zollhaussiedlung

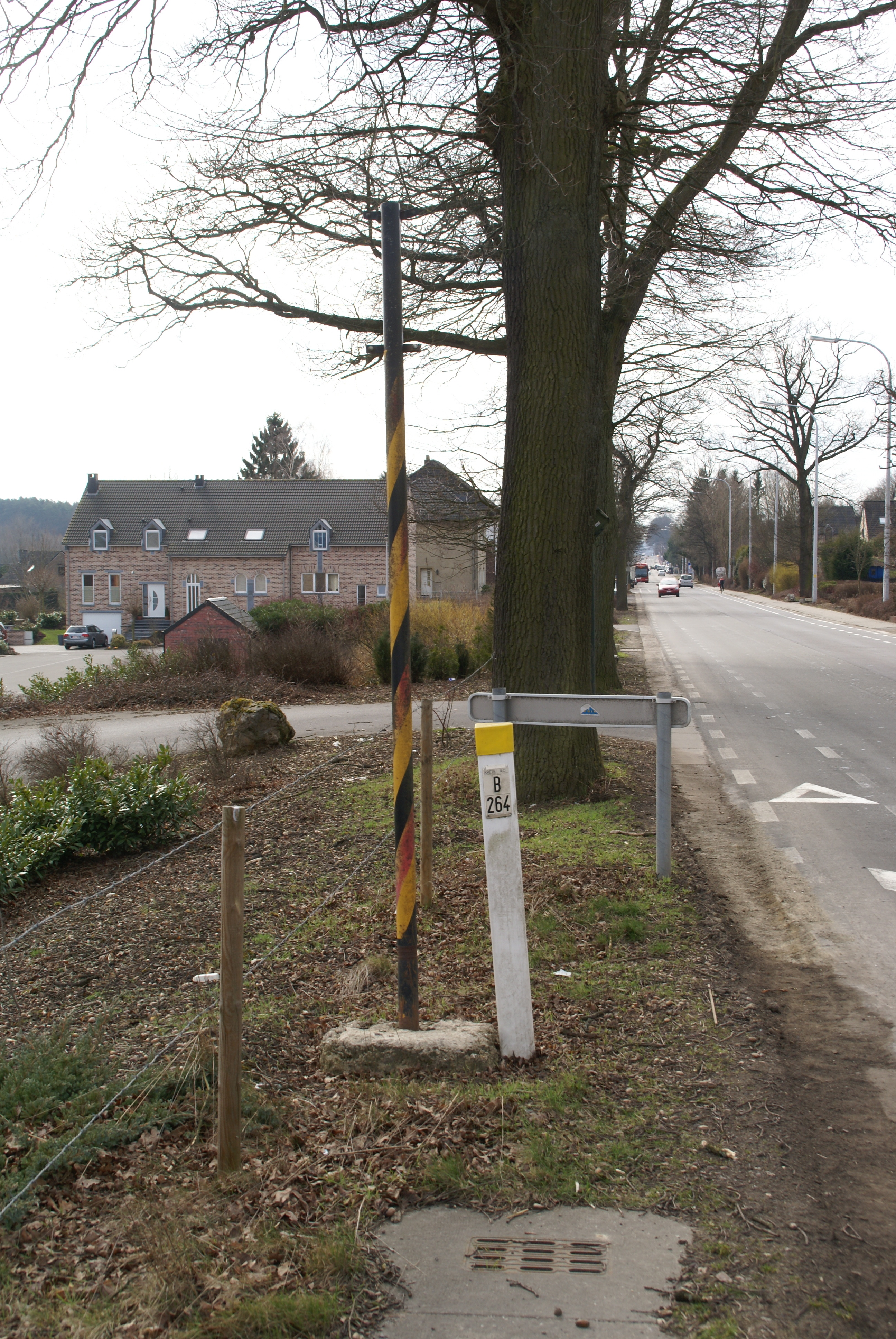
Grenze zwischen Belgien und Deutschland (2010)

Das Gebiet von Bildchen gehörte ursprünglich zum Herzogtum Limburg (Hochbank Montzen), das 1792 von den französischen Revolutionstruppen erobert wurde. Im Wiener Kongress wurde Bildchen 1815 zu einem Bestandteil der zu Preußen gehörenden Gemeinde Preußisch-Moresnet, im Kreis Eupen. Durch den Versailler Vertrag 1919 wurde Preußisch Moresnet Belgien zugesprochen und wurde zu Neu-Moresnet geändert. Im Rahmen von Grenzkorrekturen kam Bildchen 1922 ins Deutsche Reich zurück und wurde zusammen mit anderen zurückgegebenen Gebieten des ehemaligen Kreises Eupen in die Stadt Aachen eingemeindet. 

### Bollenien
Nach dem Zweiten Weltkrieg kam am 2. April 1949 Bildchen zusammen mit weiteren Grenzgebieten, darunter die Orte Leykaul bei Kalterherberg und Losheim bei Hellenthal sowie der Weiler Hemmeres unter belgische Verwaltung. Mit dieser Sonderverwaltung des nur 1350 Hektar großen und rund 700 Einwohner zählenden Grenzstreifens wurde der Hasselter General Paul Bolle beauftragt, woraufhin die Verwaltungszone im Volksmund die Bezeichnung „Bollenien“ erhielt. Es handelte sich dabei um eine vorläufige Verwaltung in Erwartung einer abschließenden belgisch-deutschen Grenzregelung. Die Verwaltungszone wurde mit dem belgischen Bürgermeister Gouder de Beauregard besetzt, der im ehemaligen Zollhaus von Bildchen residierte, Bolle selbst saß mit seinen direkten Mitarbeitern dagegen in Eupen. Es galt die belgische Gesetzgebung, wobei das Gerichtswesen durch die Schaffung eines speziellen Sondergerichts gelöst wurde, das in Bildchen tagte. Nach Anweisungen vom belgischen Justizministerium wurde je nach Fall nach belgischem, deutschem oder Rheinischem Recht geurteilt. So galten beispielsweise bei Verkehrsdelikten die belgische Verkehrsordnung oder bei Miet- und Pachtstreitigkeiten die deutschen Rechtsnormen.
Obwohl sich das Verhältnis zwischen Belgien und der Bundesrepublik Deutschland in den Folgejahren deutlich verbesserte, zogen sich die deutsch-belgischen Verhandlungen über einen Ausgleichsvertrag zu einer endgültigen Grenzregelung jahrelang hin. Es dauerte bis zum 24. September 1956, bis ein neuer Grenzvertrag in Brüssel unterzeichnet wurde, dessen Ratifizierung auf deutscher Seite jedoch erst am 6. August 1958 erfolgte. Schließlich konnten am 28. August 1958 die Grenzanpassungen vollzogen werden und die Gebiete, darunter Bildchen, wieder an Deutschland zurückgegeben werden.

## Gedenken
An die Rolle Bildchens vor und im Zweiten Weltkrieg erinnert eine Tafel des Projektes Wege gegen das Vergessen, die an dem ehemals denkmalgeschützten Haus Lütticher Straße 599 angebracht war und wegen dessen Baufälligkeit vorübergehend entfernt wurde. Die Inschrift lautet:

„Die Grenze bei Aachen und im Umland wurde in den Jahren 1933–1944 zum Schauplatz menschenunwürdiger Fluchtszenen. Menschen wurden hin und her geschoben, inhaftiert, bestohlen, ausgeraubt und geschlagen. Fluchthilfe gegen Geld blühte als einträgliches Geschäft. Ebenso wurde ihnen auch oft anonyme Menschlichkeit von Grenzbewohnern zuteil. Sie ließen Flüchtlingen spontane und organisierte Hilfe zukommen. Am 10. Mai 1940 überfielen deutsche Truppen Belgien und brachten unermessliches Leid über die Menschen unseres Nachbarlandes.“

Nach dem Inkrafttreten des Schengener Abkommens im Jahr 1995 wurde der Grenzübergang Aachen-Bildchen aufgehoben. Ein Gedenkstein mit zwei Tafeln mit den Namen der Opfer des Zweiten Weltkrieges aus dem Stadtteil Bildchen befindet sich am Gemeindezentrum Maria im Tann in der Siedlung Preuswald.

## Ortsbild
Bildchen hat die Siedlungsform eines Straßendorfs und erstreckt sich etwa zwei Kilometer weit entlang der Lütticher Straße. Südlich liegen verstreut Bauernhöfe mit Viehwirtschaft. Einige der Bauten sind in die Denkmalliste der Stadt Aachen eingetragen. Das aus dem Jahr 1752 stammende Gutshaus in der Lütticher Straße 599 wurde wegen seines maroden Zustands 2008 aus der Denkmalliste gestrichen.
Am Südende des Dorfes ist ein Fußballplatz, der von dem in der Aachener Kreisliga spielenden Verein FC Cro Sokoli Aachen genutzt wird.
Westlich der Lütticher Straße zwischen Bildchen und der belgischen Grenze liegt das Naturschutzgebiet Bildchen, ein etwa 5 Hektar großes Naturschutzgebiet mit Birkenbruchwald, Großseggenried und Feuchtwiese. Ihm Gegenüber liegen am Wegesrand bzw. im nahen Wald verstreut Reste mehrerer alter Bunkeranlagen aus dem Jahr 1938, die Teil des Westwalls waren.

## Galerie

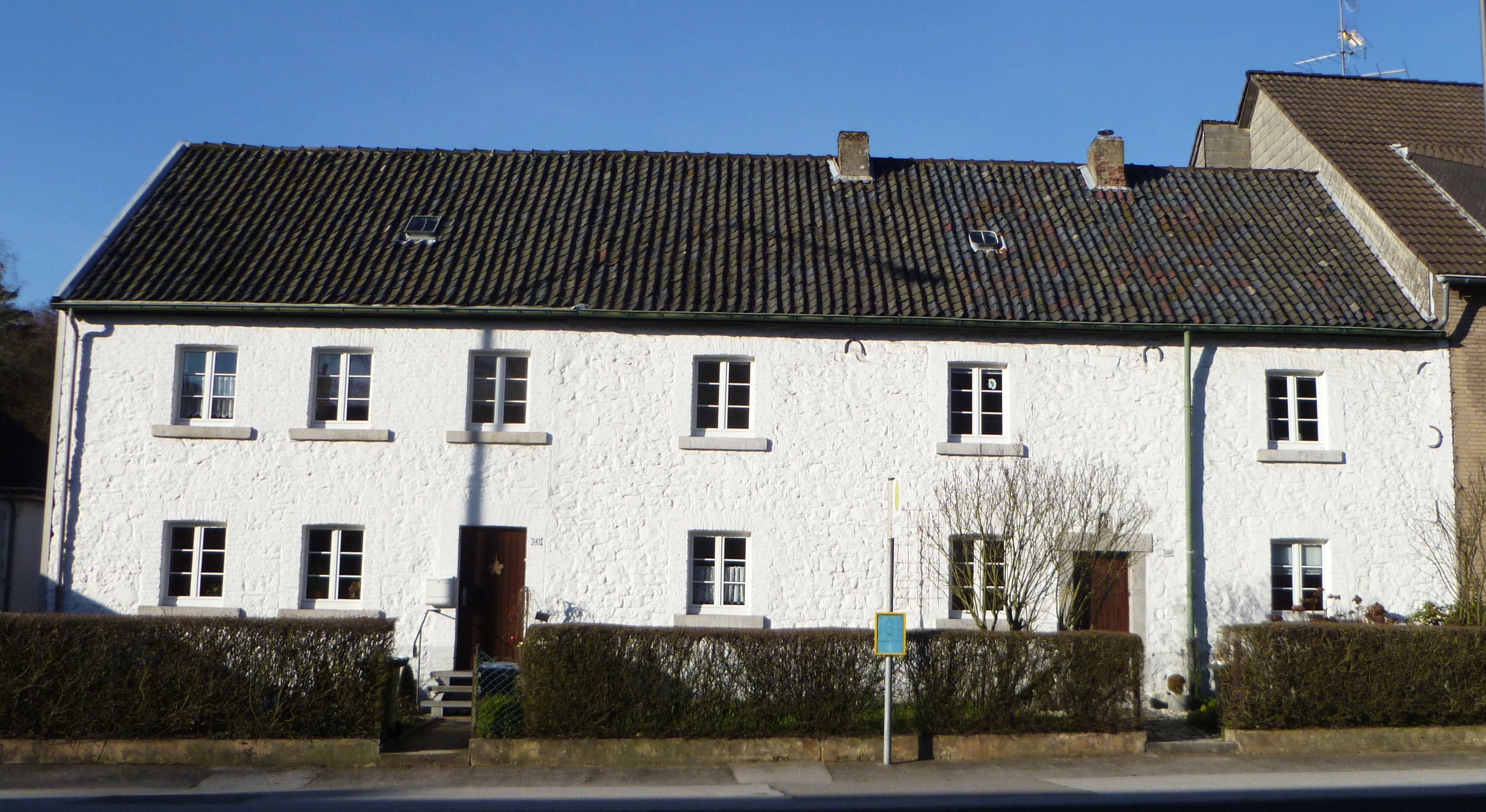
Lütticher Straße 580–582
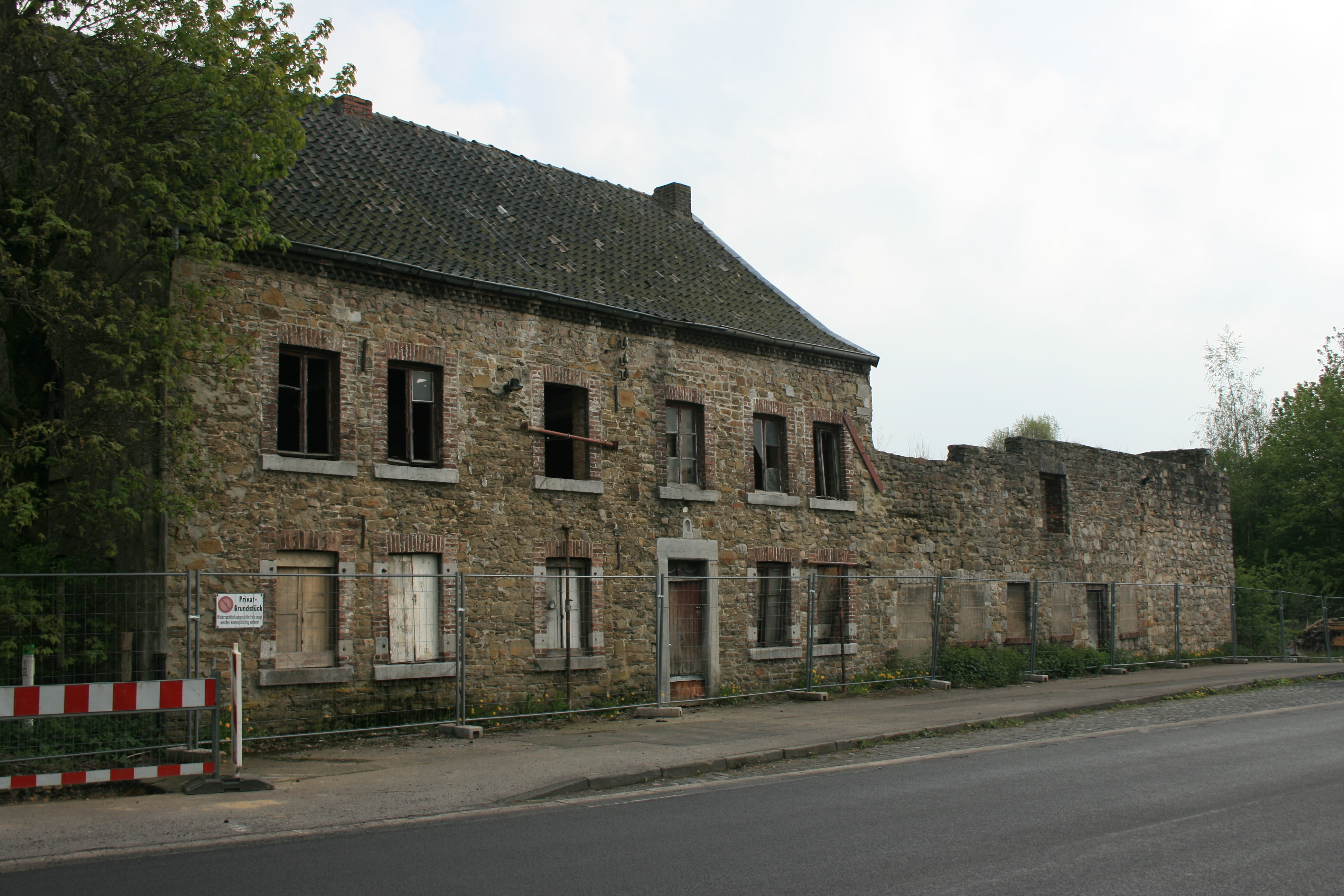
Lütticher Straße 599 (Foto aus 2010)
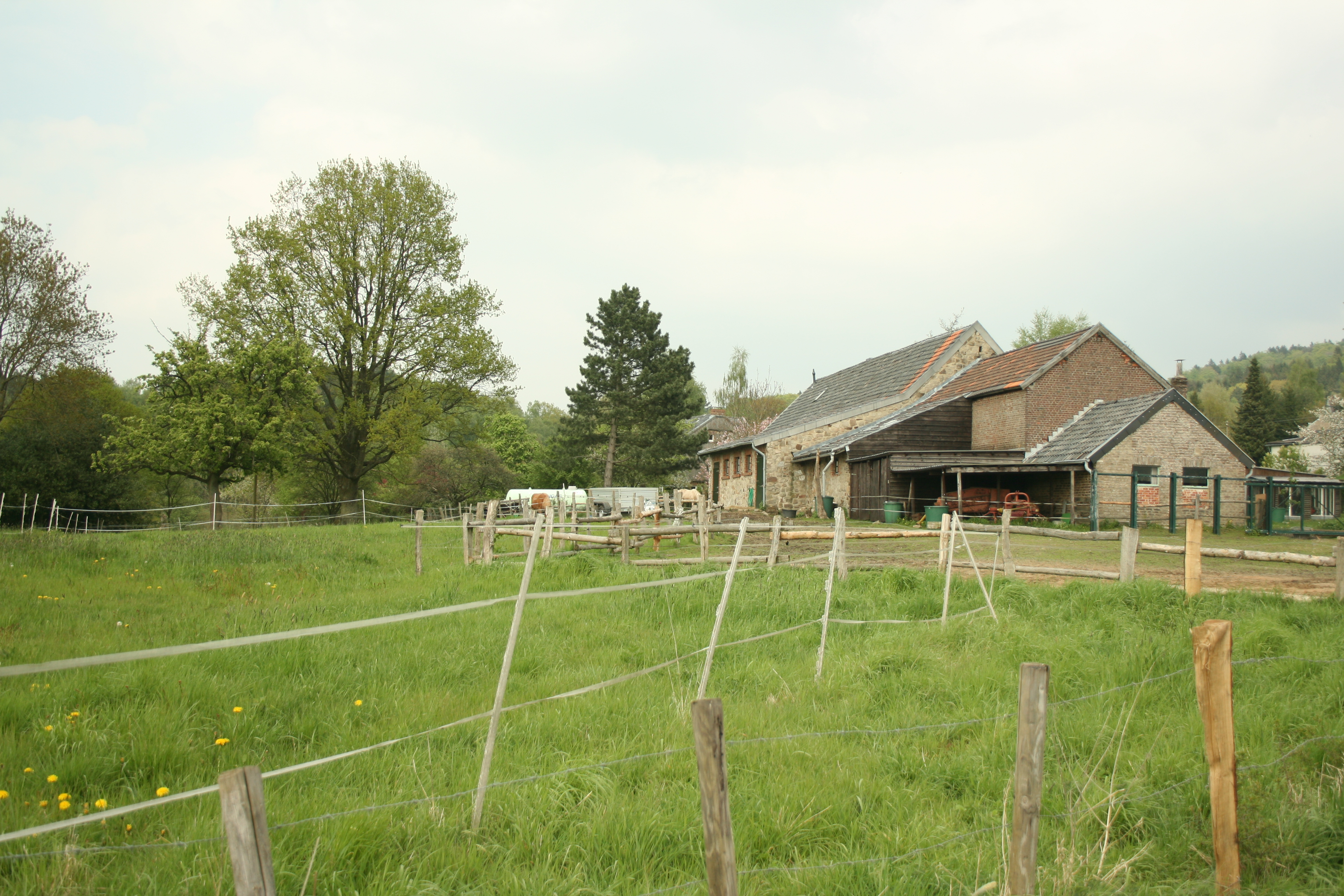
Bauernhof am Luerweg
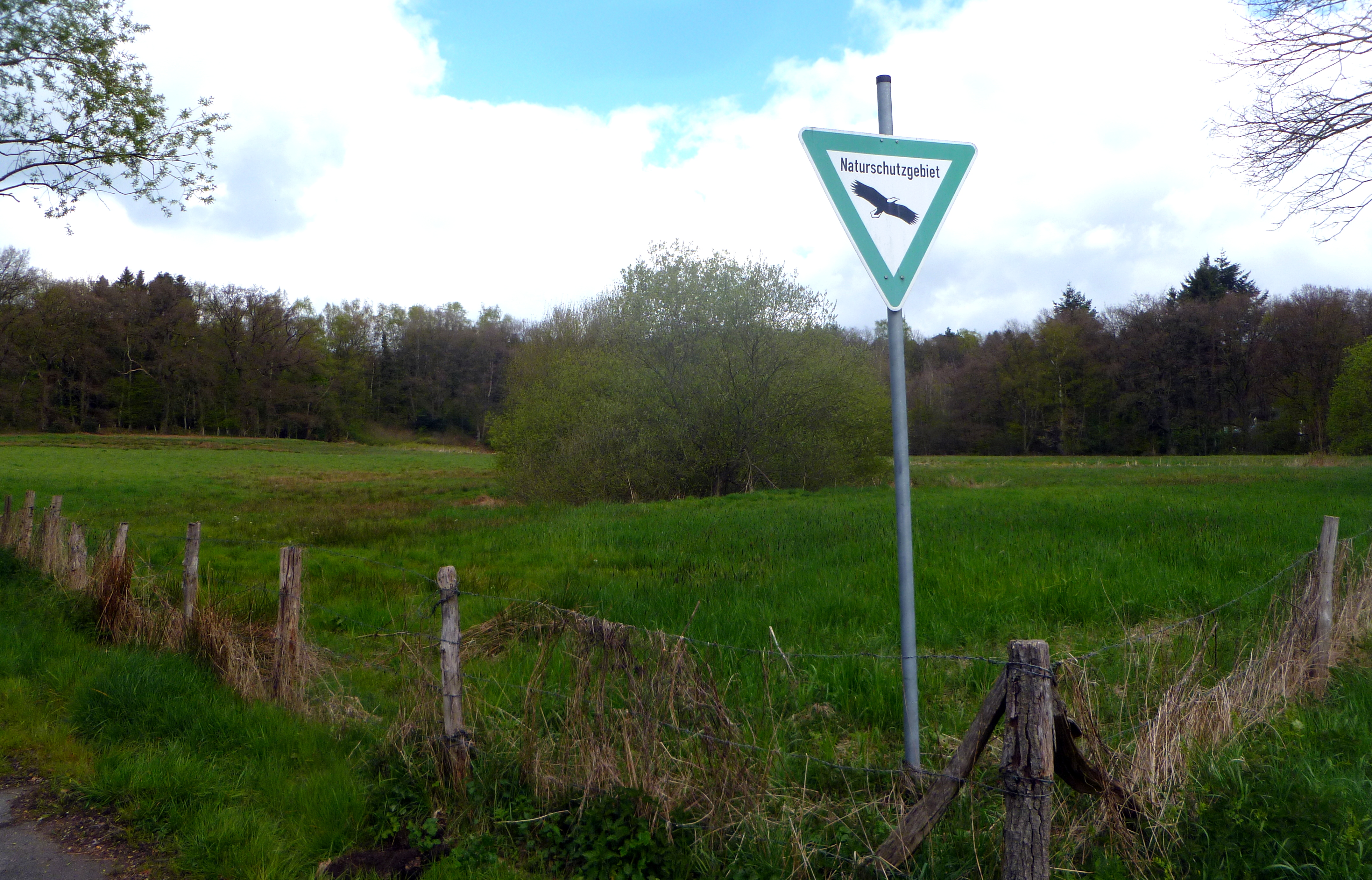
Naturschutzgebiet Bildchen
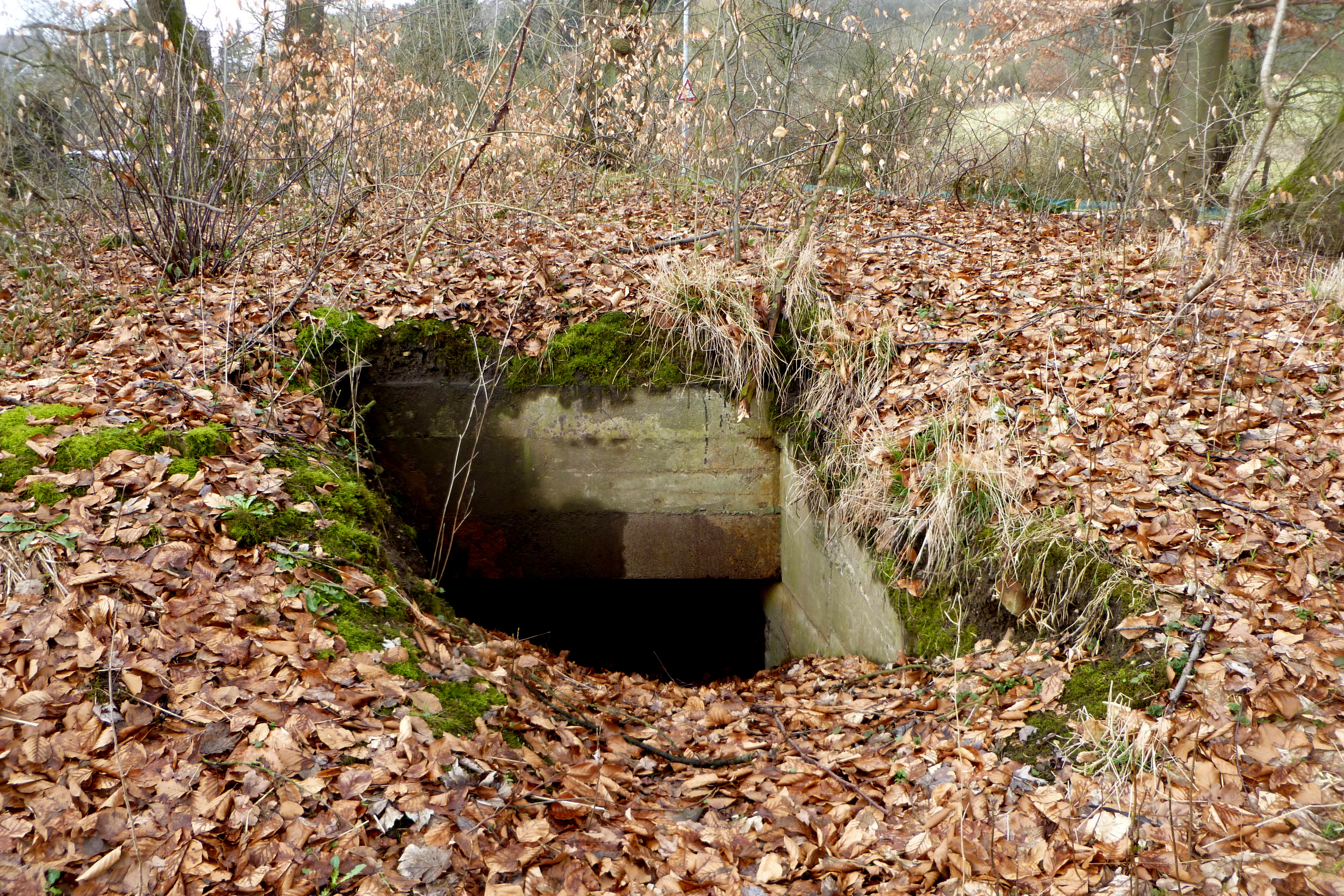
Bunkeranlage Bildchen
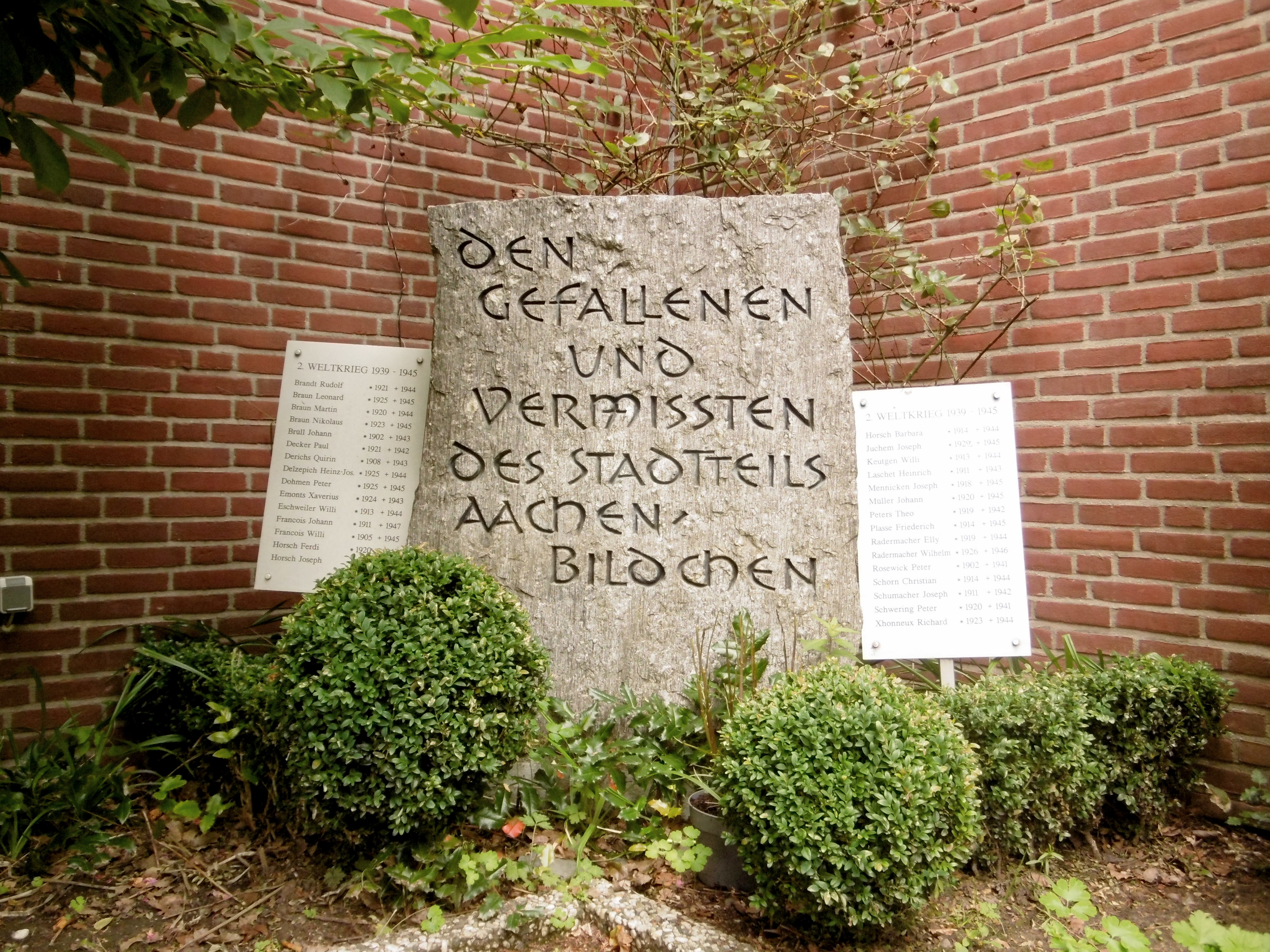
Weltkriegs-Gedenkstein in der Siedlung Preuswald

## Verkehr
Die AVV-Buslinie 24 der ASEAG verbindet Bildchen mit Aachen-Mitte und Kelmis. Zusätzlich verkehrt in den Nächten vor Samstagen sowie Sonn- und Feiertagen die Nachtbuslinie N7 der ASEAG.
| Linie | Verlauf |
| ----- | --- |
| 24    | Kelmis (B) – Bildchen Grenze (D) – (Preuswald –) Franziskushospital – Jüdischer Friedhof – Schanz – Elisenbrunnen – Aachen Bushof                                                                                    |
| N7    | Nachtexpress: nur in den Nächten vor Samstagen sowie Sonn- und Feiertagen (Aachen Bushof →) Elisenbrunnen – Karlsgraben – Schanz – Hanbruch – Kronenberg – Preusweg – (Preuswald →) Bildchen Grenze (D) – Kelmis (B) |